# Patrício José Hanrahan
Patrício José Hanrahan CSsR (Patrick Joseph Hanrahan; * 24. Oktober 1925 in Dublin, Irland; † 25. Mai 1993) war ein irischer Ordensgeistlicher und römisch-katholischer Bischof von Santíssima Conceição do Araguaia.

## Leben
Hanrahan trat der Ordensgemeinschaft der Redemptoristen in Dundalk bei und empfing am 16. August 1953 in Galway das Sakrament der Priesterweihe.
Papst Johannes Paul II. ernannte ihn am 29. Januar 1979 zum Prälaten von Santíssima Conceição do Araguaia. Der Erzbischof von Fortaleza, Aloísio Kardinal Lorscheider OFM, spendete ihm am 29. April desselben Jahres die Bischofsweihe; Mitkonsekratoren waren der Erzbischof von Belém do Pará, Alberto Gaudêncio Ramos, und sein Amtsvorgänger Estêvão Cardoso de Avellar OP, Bischof von Uberlândia.
Mit der Erhebung der Territorialprälatur zum Bistum Santíssima Conceição do Araguaia am 19. Oktober 1979 wurde er zu dessen erstem Diözesanbischof ernannt.